# 目良明裕
目良 明裕（めら あきひろ、1967年11月6日 - ）は、千葉県出身の射撃選手。ソウル五輪、バルセロナ五輪代表。千葉県立茂原工業高等学校、日本大学卒業。

## 略歴
- 1987年 アジア選手権北京大会で2位。
- 1988年 初の五輪出場。ソウルオリンピックのエア・ライフルで34位。
- 1992年 バルセロナオリンピックに出場。スモール・ボア・ライフル3姿勢で40位。
- 2007年 のじぎく兵庫国体で7位。